# René Stoute
René/Renate Stoute (Haarlem, 26 oktober 1950 - Eindhoven, 19 maart 2000) was een Nederlands schrijver en dichter. In het jaar 1995 onderging Stoute een hormonenkuur, gevolgd in december 1996 door een operatie waarbij hij zich van geslacht liet veranderen. Vanaf 1994 had ze zich Renée genoemd, maar na de operatie ging zij door het leven als Renate Stoute.

## Biografie
Stoute debuteerde in 1982 als romancier met het boek Op de rug van vuile zwanen, dat geïnspireerd is op zijn leven als  drugverslaafde, dat tot zijn 27ste levensjaar duurde. In 1980 bracht hij al een dichtbundel uit; Wolkbreuk boven het Gardameer. Naast het drugsgebruik kregen thema's als transseksualiteit en travestie een steeds  belangrijker plaats in het werk van Stoute, getuige de boeken Het grimmig genieten (1991) en Een goeie travestiet zie je niet. Gesprekken met travestieten, vrouwen en kinderen (1994). In 1999 verscheen de bundel Uit een oude jas vol stenen, een autobiografische roman waarin Stoute probeert te verklaren waarom zij zich vrouw voelde en daarvoor een leven lang was gevlucht in onder meer drank en drugs. Op haar zesenveertigste onderging ze een geslachtsaanpassende operatie (1996), waarmee ze ook voor de wet een vrouw werd. Postuum verscheen een bundel met korte verhalen en gedichten, getiteld Dit belooft een nacht te worden (2005). 
Stoute had twee dochters uit een eerder huwelijk. In 1998 ging zij een partnerschapsregistratie aan met haar uiteindelijke vrouw.
In maart 2000 overleed ze plotseling aan leverkanker. Haar laatste optreden was nog geen maand eerder in de Balie in Amsterdam geweest waar zij een kort verhaal had voorgedragen. Ook dit verhaal is opgenomen in "Dit belooft een nacht te worden".
In 2022 verscheen een biografie over Stoutes leven: Oefeningen in dapperheid (De Arbeiderspers) door David de Poel.